# Man of Tai Chi
Man of Tai Chi ist ein chinesisch-US-amerikanischer Martial-Arts-Film mit Keanu Reeves, der in dieser Produktion erstmals auch Regie führte. In der titelgebenden Hauptrolle ist Tiger Chen zu sehen, in Nebenrollen Karen Mok, Simon Yam und Iko Uwais. Man of Tai Chi basiert lose auf Tiger Chens eigener Lebensgeschichte.

## Handlung
Tiger Chen ist der einzige Schüler des Tai-Chi-Meisters Yang. In seinem Training beweist Tiger außergewöhnliche Begabung für Kampftechniken, sein Meister fürchtet jedoch um den Charakter seines Schülers, da er Tiger die philosophische Seite des Tai Chi nur schwer vermitteln kann. Tiger liegt viel daran, die Effektivität des Tai-Chi-Stils als Kampfkunst zu beweisen. Darum nimmt er an einem lokalen Turnier teil.
In der Zwischenzeit nimmt die Polizei Hongkongs Ermittlungen gegen die Sicherheitsfirma des rätselhaften Donaka Mark auf, der verdächtigt wird, illegale Untergrundkämpfe zu veranstalten. Die ermittelnde Beamtin Sun-Jing macht einen der Kämpfer Donakas zu ihrem geheimen Informanten, der jedoch enttarnt und von Donaka getötet wird. Obwohl der Fall aus Mangel an Beweisen geschlossen wird, ermittelt Sun-Jing insgeheim weiter.
Da ihm ein Kämpfer fehlt, lädt Donaka Tiger zu einem vermeintlichen Bewerbungsgespräch ein, nachdem er ihn im lokalen Turnier beobachten konnte. Tiger verdient sein Geld als Fahrradkurier und nimmt die Einladung zum Vorstellungsgespräch in Hongkong an. Vor Ort wird er jedoch ohne Vorwarnung von einem Fremden angegriffen, den er jedoch besiegen kann. Nach diesem Test wird Tiger von Donaka begrüßt, der ihm anbietet, Teil seines Untergrundrings zu werden. Tiger lehnt ab, obwohl ihm viel Geld geboten wird. Nachdem Donaka jedoch dafür sorgt, dass seinem Meisters für den Erhalt des Tempels juristische Steine in den Weg gelegt werden, willigt Tiger schließlich doch ein, um mit dem verdienten Geld zur Weiterführung des Tempels beitragen zu können.
Tiger kämpft sehr erfolgreich im Untergrund und gewinnt große Summen Geld. Auch seine Technik verbessert sich. Bald kann er die notwendigen Arbeiten am Tempel finanzieren, seinen Kurier-Job kündigen und im lokalen Turnier erfolgreich bis zur Spitze vordringen. Mit jedem Sieg wird Tiger allerdings rücksichtsloser und missmutiger. Seinem Meister fällt die Veränderung auf. Als er Tiger jedoch vor den Konsequenzen seines Weges warnt, ignoriert dieser seine gut gemeinten Worte.
Meister Yang muss im Fernsehen mitansehen, wie Tiger beim lokalen Turnier einen Gegner schwer verletzt und daraufhin disqualifiziert wird. Das folgende gemeinsame Training wird daraufhin zu einem ernsthaften Duell, in dem sich Meister Yang durch die Kraft des Tai Chi trotz seines fortgeschrittenen Alters gegen Tiger behaupten kann. Tiger wendet sich daraufhin von seinem Meister ab.
Tiger verlangt in seiner aufgebrachten Stimmung von Donaka, dass er einen Untergrundkampf ansetzt. Nachdem er seinen Gegner durch die Kraft seiner Wut besiegt hat, steht er kurz davor, diesen zu töten. Als Tiger letztlich aber doch davor zurückschreckt, übernimmt ein maskierter Donaka die Tötung. Daraufhin will Tiger dem Untergrundring den Rücken kehren. Donaka konfrontiert ihn schließlich damit, dass er heimlich die Ereignisse in Tigers Leben hat filmen lassen. Seine wahre Absicht ist es, Tiger so zu verändern, dass er vor einem Live-Publikum zum Killer wird. Als Tiger in einen Untergrundkampf bis auf den Tod geschickt wird, unterbricht ein Polizeieinsatz die Auseinandersetzung. Donaka kann vor seiner Verhaftung fliehen.
Tiger kehrt zum Tempel zurück, wo ihn Donaka erwartet. Sie halten einen Zweikampf bis zum Tod ab. Zunächst scheint Tiger unterlegen, gewinnt jedoch die Oberhand, als er sich der inneren Stärken seines Trainings besinnt. Donaka greift letztlich seinen Gegner mit einem Messer an und rammt es Tiger in den Bauch. Dennoch kann Tiger Donaka mit innerer Stärke besiegen. Im Sterben erklärt Donaka zufrieden, dass Tiger tatsächlich einen Killer in sich habe.
Später versöhnen sich Tiger und sein Meister. Der Tempel wird als Teil eines historischen Dorfes gleichzeitig geschützt und für Touristen geöffnet. Tiger beschließt, eine eigene Schule zu eröffnen, um die Lehren seines Meisters zu ehren und weiterzugeben.

## Produktion
| Figur                      | Darsteller           | Deutscher Sprecher |
| -------------------------- | -------------------- | ------------------ |
| Donaka Mark                | Keanu Reeves         | Benjamin Völz      |
| Tiger Chen Lin Hu          | Tiger Hu Chen        | Julius Jellinek    |
| Sun Jing Shi               | Karen Mok            | Cathlen Gawlich    |
| Superintendent Wong        | Simon Yam            | Lutz Schnell       |
| Gilang Sanjaya             | Iko Uwais            |                    |
| Meister Yang               | Hai Yu               | Lutz Mackensy      |
| Thin Man                   | Yasuyuki Hirata      |                    |
| Gong Au Young              | Julius Brian Siswojo |                    |
| Shek Kuan                  | Michael Tong         |                    |
| Tak De-Ming                | Sam Lee              | Rainer Fritzsche   |
| älterer Kommentator        | Jiulong Guo          | Peter Groeger      |
| jüngerer Kommentator       | Huang Jiang Xiang    | Björn Schalla      |
| Gong Au Young              | Brian Siswojo        | Leonhard Mahlich   |
| Li Hung                    | Zihan Xia            |                    |
| Chi Tak                    | Sung-jun Yoo         | Julien Haggège     |
| Mr. Chen                   | Tan Wei Ya           | Gunnar Helm        |
| Qingsha                    | Qing Ye              | Annina Braunmiller |
| 2. Schiedsrichter          | Jiang Wei            | Olaf Reichmann     |
| UPCS-Direktor              | Hao Yang             | Axel Malzacher     |
| Uri Romanov                | Silvio Simac         |                    |
| Mixed-Martial-Arts-Kämpfer | Jeremy Marinas       |                    |

### Produktionsnotizen
Nach jahrelangen Arbeiten am Drehbuch begann die Vorproduktion des Films im Jahr 2008. Bis zur Fertigstellung vergingen fünf Jahre, nicht zuletzt, weil Keanu Reeves zwischenzeitlich in verschiedenen Filmen Rollen übernahm. Die Dreharbeiten fanden in China, in Macau, der westlich von Hongkong gelegenen Sonderverwaltungszone Chinas und Hong Kong statt. Dem Film stand ein geschätztes Budget von 25.000.000 Dollar zur Verfügung. rp-online schrieb, diese Produktionskosten seien dem Film „in den Großstadt- und Landschaftsaufnahmen anzusehen“. Um dem Markt gerecht zu werden, wurde der Film in Englisch, Kantonesisch und Mandarin gedreht.
In den Kampfszenen wurden Handkameras verwendet. Die deutsche Synchronisation wurde von der RC Production Kunze & Wunder GmbH & Co. KG in Berlin durchgeführt.

### Soundtrack
- Respect (RTPK) von Eddie Chung, Ghost Style, Kitt, Phat and Sir JBS
  - Vortrag: 24Herbs
- Salut d’amour für Violine und Klavier, op. 12 von Edward Elgar
  - Vortrag: China Philharmonic
- Cavatina Adagio Molto espressivo String Quartet 13 B-Dur/Es-Dur, op. 130 von Ludwig van Beethoven
  - Vortrag: China Philharmonic

### Veröffentlichung
Der Film lief in China am 5. Juli 2013 an, in den USA am 1. November 2013, allerdings in limitierter Anzahl. Im selben Jahr wurde er zudem in folgenden Ländern veröffentlicht: Indonesien, Singapur, Philippinen, Kanada (auf dem Toronto International Film Festival), Israel, USA (auf dem Austin Fantastic Fest), Kuwait, Brasilien, 2014 in Spanien (limitiert), in den Niederlanden, Ungarn und Schweden (DVD/Blu-ray), Frankreich, Japan, Vereinigtes Königreich und Italien (DVD/Blu-ray), Frankreich (Deauville Film Festival), 2019 in Belgien, 2021 im türkischen Internet, 2022 als Wiederaufführung in Polen. Veröffentlicht wurde der Film außerdem in Australien, Bosnien & Herzegovina, Bulgarien, Griechenland, Indien, Litauen, Portugal, Russland, Südafrika, Ukraine, in den Vereinigten Arabischen Emiraten und in Vietnam.
In Deutschland wurde der Film am 13. März 2014 erstmals vorgestellt.
Mit zwei Vorführungen war der Film auf dem Beijing Film Festival vertreten. und ebenso beim Cannes Film Festival. Am 27. September desselben Jahres wurde der Film im iTunes Store veröffentlicht, im US-Kino dann am 1. November 2013 wiederum limitiert.
Studiocanal gab den Film am 10. Oktober 2019 mit einer deutschen Tonspur auf DVD/Blu-ray heraus.

## Kritik
Man of Tai Chi erhielt ein verhaltenes Presseecho, was sich auch in den Auswertungen US-amerikanischer Aggregatoren widerspiegelt. So erfasst Rotten Tomatoes überwiegend wohlwollende Besprechungen und ordnet den Film dementsprechend als „Frisch“ ein. Laut Metacritic fallen die Bewertungen im Mittel „Durchwachsen oder Durchschnittlich“ aus.
In der Los Angeles Times lobte Robert Abele den brutal effizienten Drehstil, den Reeves anwende, um die atemberaubenden Kämpfe des Meisterchoreografen Yuen Woo-ping zu filmen. Das sei erfrischend geerdet und kinetisch alte Schule und erinnere an Jackie Chans athletische Reflexe in den in letzter Zeit immer fantastischer werdenden Actionfilmen aus Hongkong. Chen, der geholfen habe, Reeves für die Matrix-Filme zu trainieren, beweise, dass er ein besserer Schauspieler sei, wenn er kämpfe, als wenn er mit der Kamera allein gelassen werde. Das sei allerdings eine Spitzfindigkeit für einen Film, der darauf ausgelegt sei, den zeitlosen Schwung vergangener Kampfkunstfilme heraufzubeschwören.
Markus Jenkins von NPR 24 Hour Program Stream vermutete, dass Reeves offensichtlich viele Hongkong-Filme gesehen, und mit Hilfe der Veteranen, Hollywood-Kameramann Elliot Davis und HK-Redakteur Derek Hui, einen wiederholt habe. Der Kämpfer Tiger sei als Schauspieler weniger überzeugend, aber auch nicht hölzerner als der Mann, der seinen Erzfeind spiele: Reeves höchstpersönlich. Die von Karen Mok gespielte Polizistin deklassiere die Hauptdarsteller insoweit auf Schritt und Tritt.
Bilge Ebiri vom New York Magazine/Vulture meinte, man solle nicht zu viel erwarten, aber das „verdammte Ding“ funktioniere. Die Handlung sei zweitrangig, da der Film im Grunde nur eine Reihe von wunderschön zusammengestellten Kampfsequenzen sei. Er verzichte auf Stilisierung und zeige uns die Kämpfer in voller Bewegung, die sowohl in ihrer Eleganz als auch in ihrer Brutalität schwelgten.
Nicholas Bell von Ioncinemas vermutete, dass Fans von Martial-Arts-Streifen trotz einiger ausgewählter Sequenzen höchstwahrscheinlich enttäuscht wären, da der Film wenig zu bieten habe, abgesehen von raffinierten, sich wiederholenden Kampfsequenzen. Auch Bell meinte, Karen Mok sorge in ihrer Rolle für fesselnde Präsenz und sei sicherlich besser, als es das Material zulasse. Auch der Darbietung von Reeves selbst konnte der Kritiker nichts abgewinnen, sie sei absurd und schwanke von unpassend hölzern zu übertrieben, was in einer unangenehmen Schlusssequenz zwischen zwei banalen Leinwandfiguren gipfele.
Michael Sicinski von Cinema Scope stellte fest, es sei unnötig zu erwähnen, dass Keanu Reeves stilistisch weder Fincher noch Assayas das Wasser reichen könne, und obwohl seine Besetzung als ewiger Bösewicht ein mutiger Schachzug gewesen sein möge, könnte seine Leistung die schlechteste seiner Karriere gewesen sein.
Sheila O’Malley befasste sich auf der Seite Roger Ebert.com mit dem Film und war der Meinung, Keanu Reeves habe eine Mischung aus liebenswerter Unbeholfenheit und schlaksiger Anmut, die ihn einzigartig und zu einer oft fremdartigen, desillusionierten Erscheinung mache. So etwas könne funktionieren oder auch nicht. Reeves’ Spielfilm-Regiedebüt habe die gleiche manchmal unbequeme Mischung, die er auch als Schauspieler an den Tag lege. Der Film sei sehr ernst, wie es sich für das Martial-Arts-Genre gehöre, in dem es um Leben und Tod gehe. Tiger Chen, der ein hervorragender Athlet sei, sei auch ein großartiger Schauspieler, der seine Entwicklung zu einem kalten Killer glaubhaft spiele. Gelobt wurde auch Kameramann Elliot Davis, der die Kampfszenen mit aufregender Unmittelbarkeit filme. Die Aufnahmen seien intuitiv und viszeral, die Kulisse surreal. Regisseur Reeves nähere sich dem Genre mit Respekt und Leidenschaft und enorm unterhaltsam.
Die Kritik auf der Seite Abgeschminkt fiel verhalten gut aus. Die „Geschichte des talentierten, aber unbedarften Einzelgängers mit besonderen Fähigkeiten“ sei „weder neu, noch originell“. Dass Cooney oder Reves es gar nicht erst versuchen würden, „sich cleverer zu geben, als es die Geschichte hergeben würde“, sei „genau der Punkt, der Man of Tai Chi zu einem ehrlichen, und vor allen erträglichen Kampfspektakel“ mache. Anders als O’Malley, war man der Meinung, dass Tiger Chen sich als Schauspieler „wirklich nicht behaupten“ könne. Dafür seien „die Kampfszenen wunderbar herausgearbeitet“. „Allen Unkenrufen zum Trotz“, sei Man of Tai Chi „ein nicht nur ansehnlicher, sondern seinem Metier auch gerecht werdender Film“.
Oliver Armknecht bewertete den Film für film-rezensionen und meinte, „wenn ein Darsteller plötzlich Regisseur“ spiele, ja, da dürfe „man schon mal skeptisch sein“. „Trotz der wenig vielversprechenden Ausgangslage“ sei bei Man of Tai Chi „das Ergebnis aber gar nicht mal übel“. Das sei kein Wunder, da Reeves sich „mit erfahrenen Leuten“ umgebe. „Für Auge und Ohr“ werde „einiges geboten, mangelnde Abwechslung“ könne man „dem Film in der Hinsicht kaum vorwerfen“. Inhaltlich sei der Film hingegen „weniger spannend“. Armknecht gab dem Film fünf von zehn möglichen Punkten und fasste zusammen: „Inhaltlich, optisch und musikalisch präsentiert Keanu Reeves in seinem Regiedebüt einen wilden Mix der unterschiedlichsten Genres. An Geschichte und Figuren sollte man keine hohen Erwartungen stellen, da kommt Man of Tai Chi nicht über B-Movie-Niveau hinaus. Dafür bekommt der Zuschauer viele und meist sehr eindrucksvolle Kämpfe zu sehen.“
Der Filmdienst kam zu dem Ergebnis: „Ein bemerkenswerter Martial-Arts-Film, mit dem Keanu Reeves als Regisseur debütiert; die dünne Story steht dabei in eklatantem Gegensatz zu sensationell inszenierten Kampfsequenzen, die mehr als ein Drittel des Films ausmachen. – Ab 14.“
Arno Eisner befasste sich für Filmreporter.de mit dem Film und lobte ebenfalls die beeindruckenden Choreographien der Kampfszenen, die auch das „Herzstück des Films“ bildeten. Für Martial-Arts-Fans seien diese Szenen „ein wahrer Augenschmaus“. Viel zu kurz komme leider die Ausarbeitung des Plots. Was bleibe seien „begeisternde Martial-Arts Szenen, die Kampfsportfan Keanu Reeves in seinem Regiedebüt schlicht, aber grandios inszeniert“ habe.